# The Detective in Peril
The Detective in Peril è un cortometraggio muto del 1910 diretto da Lewin Fitzhamon.

## Trama
Dei ladri tengono prigioniero un investigatore che hanno catturato, ma l'uomo sarà salvato da un cane.

## Produzione
Il film fu prodotto dalla Hepworth.

## Distribuzione
Distribuito dalla Hepworth, il film - un cortometraggio di 229 metri - uscì nelle sale cinematografiche britanniche nel dicembre 1910.
Si conoscono pochi dati del film che, prodotto dalla Hepworth, fu distrutto nel 1924 dallo stesso produttore, Cecil M. Hepworth. Fallito, in gravissime difficoltà finanziarie, il produttore pensò in questo modo di poter almeno recuperare il nitrato d'argento della pellicola.